# Collie
Collie fa referència a moltes races de gos, amb origen a Escòcia i el nord d'Anglaterra.

## Característiques

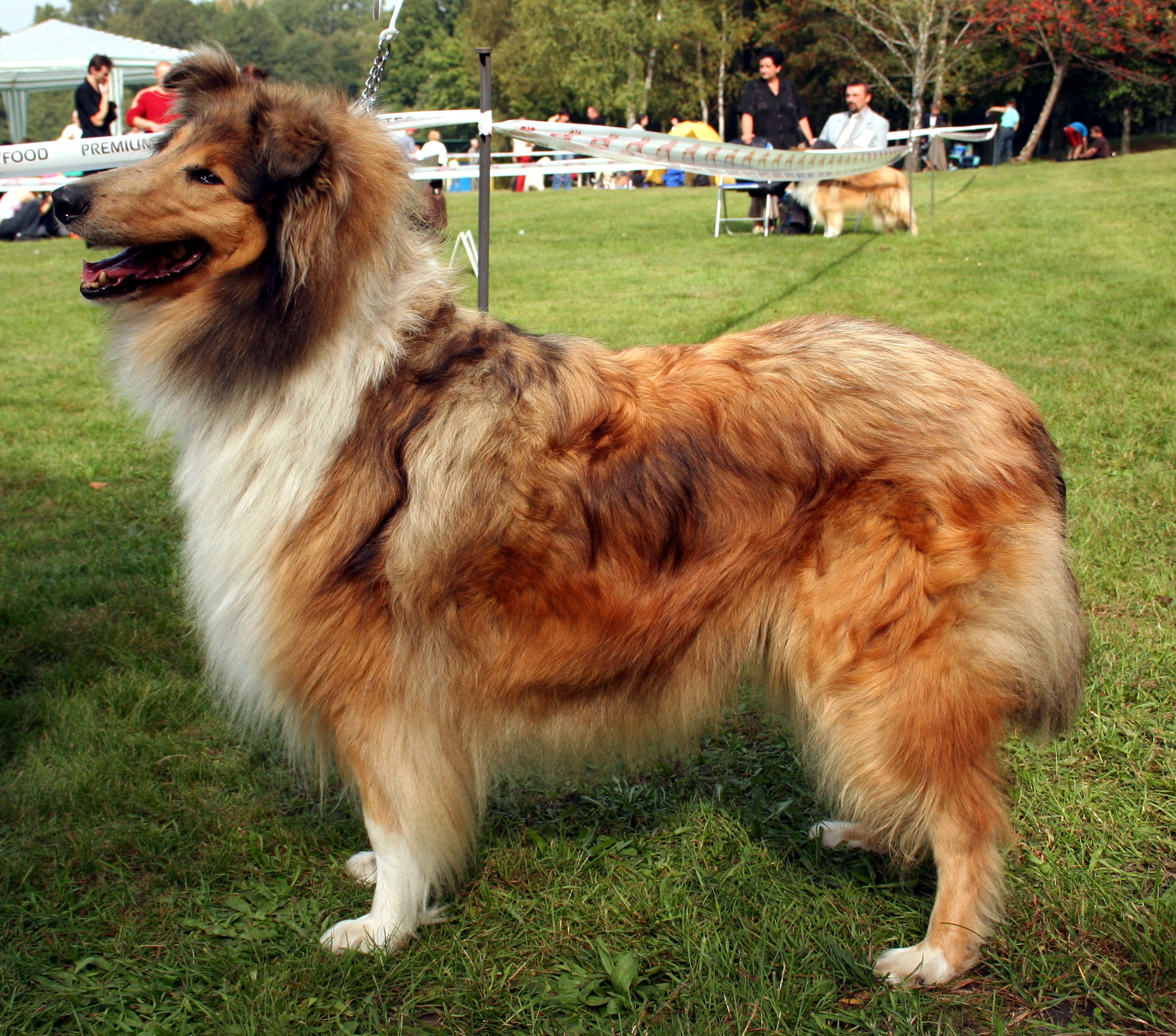
Collie de pèl llarg

- Cap: No gaire gran en proporció al cos. Tant de front com de perfil ha de donar l'aparença d'un tascó, més ampla en les orelles disminuint fins al nas.[4]

- Orelles: Relativament petites en proporció a la grandària del gos, caigudes cap a davant.

- Stop: Lleuger però notable.

- Musell: Allargat, en forma de tascó; més ample a la base disminuint fins al nas. La mossegada és de tisora.

- Pèl: Dues varietats: Una té el pèl de llarg mitjà, dur i llis. L'altra té el pèl més curt. El mantell interior és dens.

- Color de pèl: Quatre colors: sabre amb blanc, tricolor, blanc i blava merla. En el color sabre amb blanc predomina el color sabre, pot ser des de daurat fins a fosc, amb marques blanques; les marques blanques usualment són en el coll, el pit, les potes i punta de la cua. En el color tricolor predomina el color negre amb marques blanques similars a en el color sabre amb blanc; té ombres color canyella en el cap i les potes. El color blau merla és un gris blavós jaspiat de negre; aquest color té les marques blanques com en el sabre amb blanc i pot tenir les ombres canyelles del color tricolor. En el color blanc predomina el color blanc però es prefereix amb marques dels altres colors permesos.

- Cua: Llarg mitjà. La manté caiguda, doblegant-se cap enrere des de la meitat fins al final.

- Altura: A la creu o les espatlles: Els mascles mesuren de 56 a 65 cm. L'altura de les femelles és alguna cosa menor, de 51 a 60 cm.

- Pes: El pes és de 18 a 33 kg.

- Ventrada: La ventrada normal és de cinc a sis cadells. Es registren ventrades de fins a setze cadells.

## Origen
El seu ascendent principal va ser el gos pastor comú dels pujols de l'est d'Escòcia; que es caracteritzava pel seu pelatge negre i blanc i la seva talla petita, amb cos allargat, potes curtes i musell curt, petit i estret. Després de diversos creus amb altres pastors escocesos, i gràcies a la forta influència del Setter Irlandès, el Collie va ser adquirint el seu aspecte actual. El Border Collie li va aportar un cos més alt i proporcionat que el del pastor dels pujols; mentre que el Setter Irlandès el va ajudar a canviar el color del pelatge i el va fer més esvelt i amb més pes i força en les seves potes. El seu musell es va tornar més farcit i aplanat, però més fort i amb major capacitat d'olfacte.
La difusió de la raça va començar a Europa en 1860, quan la reina Victòria d'Anglaterra va visitar el comtat de *Balmoral, a les terres altes d'Escòcia; on els Collie realitzaven la tasca de pastors. Al moment de veure'ls, la reina es va quedar enamorada d'ells, encarregant-se així de difondre'ls en totes les mostres canines. Amb el pas del temps i la influència d'alguna sèrie de televisió; aquesta raça s'ha convertit en una de les més populars del món.

## Temperament i caràcter

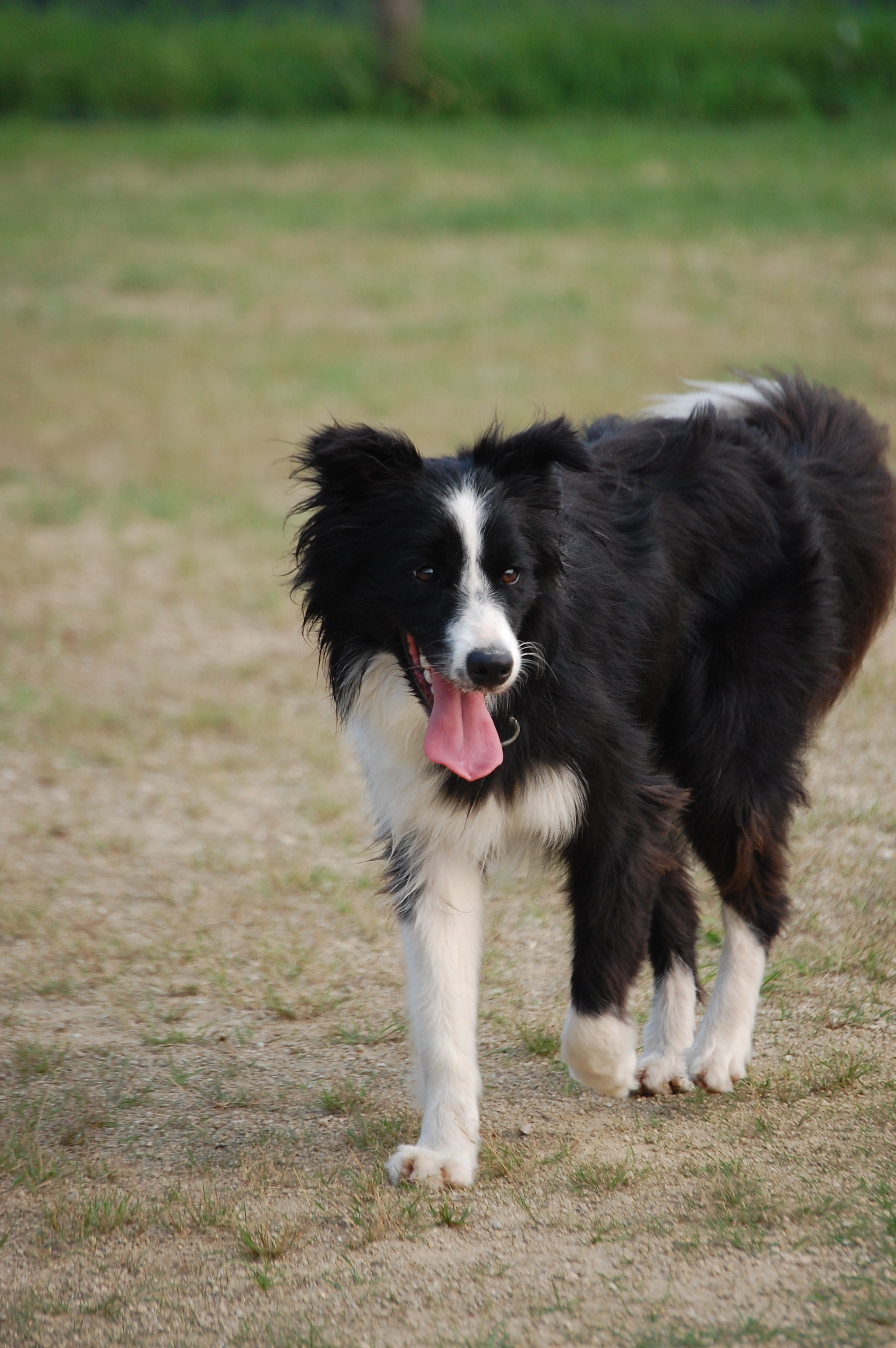
Border-Collie

El Collie és treballador, fidel, vital i molt intel·ligent. La seva capacitat d'aprenentatge és altíssima i es mostra molt submís amb el seu amo. És molt reservat amb els estranys però no està massa dau a la guarda o a la defensa. S'adapta molt bé a la vida en família, ja sigui amb humans o amb altres mascotes.

## Salut
És necessari que el Collie faci una hora d'exercici diari i estar amb ell participant dels seus jocs (com el frisbee o la pilota). Si ens desentenem del gos, aquest es pot avorrir i començar a mossegar els objectes que tingui al seu abast. Els cadells són molt actius i necessiten atenció constant i paciència.
És un gos robust i sa pràcticament exempt de problemes hereditaris, encara que en els mascles és freqüent l'osteocondritis disecant, una anomalia del cartílag.

## Esperança de vida
Aproximadament uns 12 anys.